# Charles-Julien Clément
Pour les articles homonymes, voir Charles Clément et Clément.
Charles-Julien Clément, né à Neuf-Brisach le 30 septembre 1868 et mort après avril 1938, est un peintre et graveur sur bois français.

## Biographie
Élève de Charles Barbant, il obtient une mention honorable au Salon des artistes français de 1908 puis une médaille de bronze en 1923 et y présente en 1929 Portraits d'après peintures, Bandeaux et cul-de-lampe composition, Dessins et bois.
Parmi ses ouvrages les plus connus, il est le graveur des illustrations de George Roux pour les romans de Jules Verne Seconde Patrie (Hetzel, 1900) et Les Frères Kip (Hetzel, 1903).